# Tallán
El tallán, o atalán és una llengua extingida i poc certificada de la regió de Piura del Perú. És tan poc coneguda que no es pot classificar-la definitivament. Consulteu sechura per obtenir una possible connexió amb aquesta llengua.
A Glottolog i a Jolkesky (2016), les dues llengües catacaoanes evidenciades, catacao i colán, apareixen com a dialectes del tallán.

## Dialectes
Mason (1950) nomena Apichiquí, Cancebí, Charapoto, Pichote, Pichoasac, Pichunsi, Manabí, Jarahusa, i Jipijapa com a dialecte de l'atalán.
Rivet (1924) nomena Manta, Huancavilca, Puna, i Tumbez en una família atalán.